# Bruce Harlan
Bruce Harlan, né le 2 janvier 1926 et mort le 22 juin 1959 à Norwalk, est un plongeur américain.

## Palmarès

### Jeux olympiques
- Londres 1948
  -  Médaille d'or en tremplin 3 mètres.
  -  Médaille d'argent en plateforme 10 mètres[1].